# Rodrigo (opera)
Rodrigo var Händels femte opera; den første han komponerede i Italien. . Rodrigo blev uropført i Firenze i 1707.
| Musik | Spire Denne musikartikel er en spire som bør udbygges. Du er velkommen til at hjælpe Wikipedia ved at udvide den. |